# Kornmarkt (Frankfurt am Main)
Der Kornmarkt und sein seit der frühen Neuzeit als Buchgasse bezeichneter südlicher Abschnitt sind ein Straßenzug in der Altstadt von Frankfurt am Main. Während die Straße im mittelalterlichen Frankfurt eine der drei wichtigsten Nord-Süd-Hauptstraßen war, die zwei Stadttore und zwei große Kirchen miteinander verband, führt sie heute ein unscheinbares Dasein. Ihr städtebaulicher Zusammenhang ist weitgehend verloren gegangen – durch Straßendurchbrüche und Kriegszerstörung im Bombenkrieg, vor allem aber den Wiederaufbau der 1950er Jahre, der keine Rücksicht auf das historische Stadtbild nahm.
Die heute recht geringe Bekanntheit der Straße steht in Widerspruch zu ihrer historischen Bedeutung, die ihr als Ursprungsort der Frankfurter Buchmesse, kurzzeitigem Tagungsort der Frankfurter Nationalversammlung und jahrhundertelangem Wohnsitz von Frankfurter Patrizierfamilien zukommt.

## Entstehung, Lage, Bedeutung

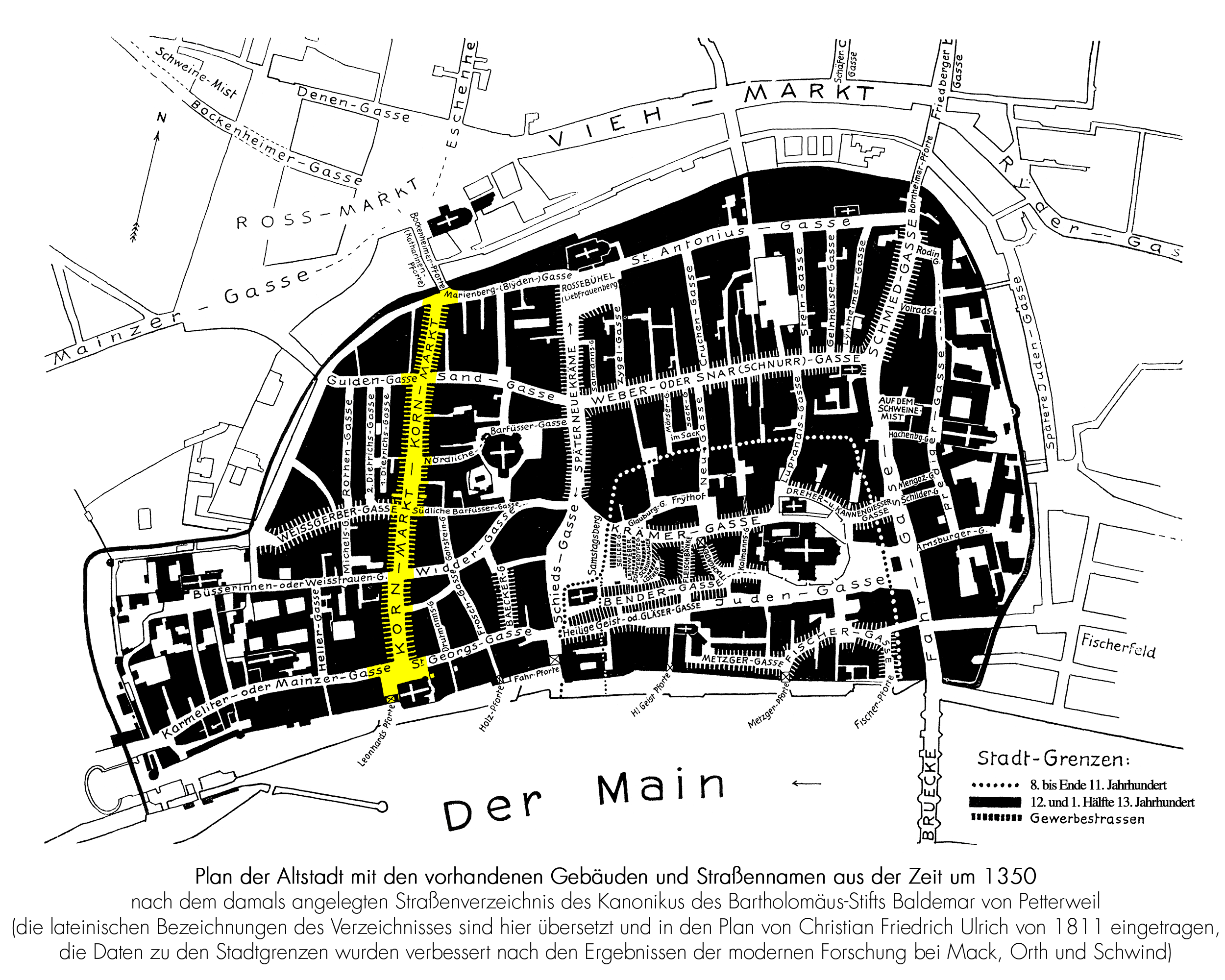
Verlauf des Kornmarkts in der Frankfurter Altstadt (um 1350)

Der Kornmarkt entstand nach der Stadterweiterung des 12. Jahrhunderts. Seine erste Erwähnung findet sich in einer Urkunde des Stauferkönigs Friedrich II. vom 15. August 1219. Darin schenkte er den Bürgern von Frankfurt auf ihre Bitte – ad supplicationem fidelium nostrorum universorum de Frankinfort – eine dem Reich gehörende, am Kornmarkt gelegene Hofstätte, – aream seu curtem iacentem iuxta forum frumenti – für den Bau der Leonhardskirche.
Nach dem Bau der Staufenmauer wurde die sich vor allem am Main entlang erstreckende Stadt nach Norden, also landeinwärts, erweitert und verdoppelte dadurch ihre ummauerte Fläche. Zu den bisherigen in Ost-West-Richtung verlaufenden Hauptstraßen wie der Alten Mainzer Gasse, der Saalgasse oder dem Markt traten nun drei neue Hauptstraßen, die die neuen Stadtteile mit den bisherigen verbanden. Eine weitere Funktion war die Aufnahme des Verkehrs zwischen den beiden neuen landseitigen Stadttoren und den bestehenden, zum Hafen am Mainufer führenden Toren:
- Als östliche der drei parallelen Hauptstraßen führte die Fahrgasse von der Bornheimer Pforte (in der Nähe der heutigen Konstablerwache) zur Mainbrücke, die durch einen Brückenturm gesichert war. Die Fahrgasse wurde aufgrund ihrer überregionalen Verkehrsbedeutung (einziger Mainübergang zwischen Mainz und Aschaffenburg) zur wichtigsten Hauptverkehrsstraße Frankfurts.
- Die mittlere Verbindung, die Neue Kräme, nahm keinen Durchgangsverkehr auf, weil sie im Norden nicht in ein Stadttor mündete. Sie verband allerdings die beiden wichtigsten Plätze der Altstadt, den Liebfrauenberg und den Römerberg, miteinander. An den Letzteren schloss sich im Süden das zum Mainhafen führende Fahrtor an. An beiden Enden des Straßenzugs lagen wichtige Kirchen, im Norden die Liebfrauenkirche, im Süden die Nikolaikirche.
- Der westliche der drei Straßenzüge war der Kornmarkt. Er führte vom nordwestlichen Stadttor, der Bockenheimer Pforte (später Katharinenpforte) an der heutigen Hauptwache zum Leonhardstor am Mainhafen. Auch an diesen beiden Toren lagen wichtige Kirchen, die Katharinenkapelle und die Leonhardskirche.

## Straßennamen
Der gesamte Straßenzug zwischen Katharinen- und Leonhardspforte trug im Mittelalter den einheitlichen Namen Kornmarkt. Später unterschied man drei Abschnitte: der nördliche bis zur Kreuzung der Weißadlergasse und Großen Sandgasse hieß Kleiner Kornmarkt, der mittlere bis zur Kreuzung mit der Schüppen- und Paulsgasse Großer Kornmarkt. Der südliche Abschnitt von der Münzgasse bis zur Leonhardskirche erhielt im 17. Jahrhundert den Namen Buchgasse. Heute gibt es zwei Straßenbezeichnungen, der Abschnitt nördlich der Bethmannstraße heißt Kornmarkt, der südlich davon liegende Buchgasse.

## Mittelalterliche Patrizierpaläste
Wie der Name verrät, fanden in dieser Straße bis ins 18. Jahrhundert die Frucht- und Getreidemärkte Frankfurts statt. Darüber hinaus war der Kornmarkt ein begehrter Standort für großbürgerliche Stadtpaläste, die meist nach ihren Besitzern benannt waren. Beispiele hierfür sind die Häuser Zum Frosch oder Zum Großen Goldstein. Das bekannteste bürgerliche Wohnhaus der Straße war die Große Stalburg, die 1496 vom damals reichsten Bürger der Stadt und mehrfachen Bürgermeister Claus Stalburg (1469–1525) errichtet wurde. Der wehrhafte gotische Steinbau mit Treppengiebel und Türmchen war ein stadtbekannter spätmittelalterlicher Prachtbau, ähnlich dem bis heute erhaltenen Steinernen Haus am Alten Markt.

## Der Geburtsort der Frankfurter Buchmesse
Der südliche Teil der Straße war im Mittelalter das Quartier der Waffen- und Rüstungsschmiede. Gegen Ende des 15. Jahrhunderts siedelten sich hier die ersten Drucker und Buchhändler an und verdrängten das vorher ansässige Handwerk. Nach den neuen Bewohnern erhielt der südliche Teil des Kornmarkts seinen heutigen Namen: Buchgasse. Die Händler hielten hier ab 1480 zweimal jährlich eine Buchmesse ab, die bald zur wichtigsten Europas wurde. Durch die liberalen Bestimmungen der Freien Reichsstadt konnten hier zu Beginn der Reformation sogar die Schriften Martin Luthers gehandelt werden, die anderswo wegen Ketzerei verboten waren. Bei der Messe 1520 verkaufte ein Frankfurter Buchhändler über 1400 Exemplare seiner Schriften. Luther stieg auf seiner Reise zum Wormser Reichstag am Sonntag, dem 14. April 1521 und auch bei seiner Rückkehr am Samstag, dem 27. April 1521 im Gasthof Zum Strauß ab. Der Gasthof zum Strauß lag an der Ecke Schüppengasse/Buchgasse; er wurde 1896 beim Durchbruch der Bethmannstraße abgebrochen.
Während sein Gegner Johannes Cochläus – zu jener Zeit Dechant des Liebfrauenstiftes – gegen ihn predigte, bereiteten ihm die Frankfurter Patrizier Philipp Fürstenberger, Arnold von Glauburg und Hamman von Holzhausen einen begeisterten Empfang. Bis in die späte Nacht diskutierten sie mit dem prominenten Gast, dessen Schriften ihnen bereits vertraut waren.
Des anderen Tags besichtigte Luther zunächst die gegenüber seinem Gasthof, im Haus Goldstein, gelegene Städtische Lateinschule, die 1519 zur Ausbildung der Patriziersöhne gegründet worden war. Der Gründer, Bürgermeister Hamman von Holzhausen, berief den Humanisten Wilhelm Nesen zum ersten Rektor. Bei seinem Besuch lernte Luther auch Nesen kennen, der ihm 1523 nach Wittenberg folgte. Ein Brief, den Luther aus Frankfurt an seinen Freund Spalatin schrieb, blieb erhalten. Darin beschreibt er die körperlichen Beschwernisse seiner Reise und fährt fort: „Aber Christus lebt! und wir wollen nach Worms kommen allen Pforten der Hölle und Fürsten der Luft zu Trutz...Andere Briefe habe ich weiter nicht schreiben wollen, bis ich erst selbst gegenwärtig sehe was zu tun: daß wir den Satan nicht etwa aufblähen, den wir vielmehr zu schrecken und zu verachten willens sind.“

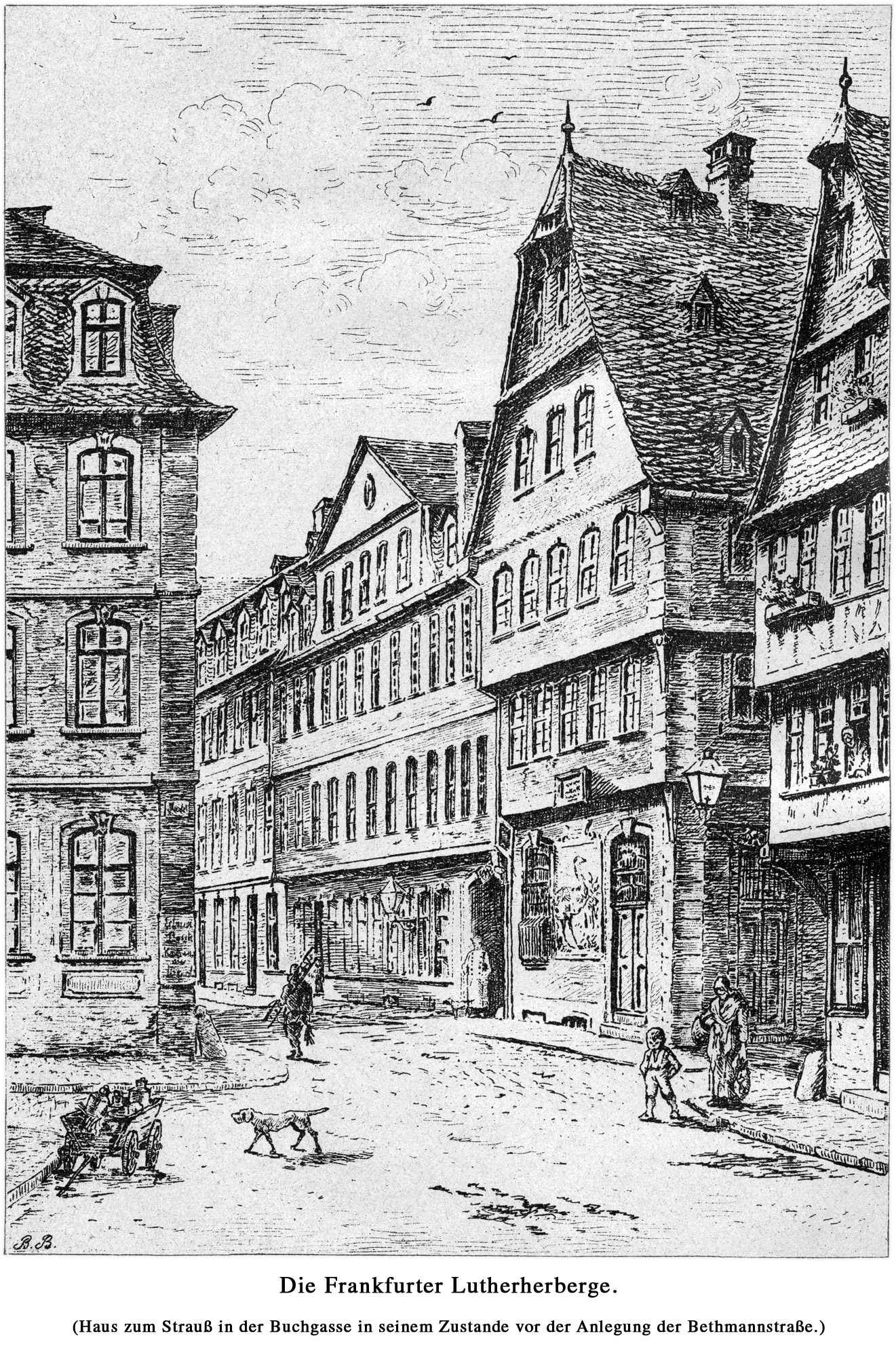
Gasthof zum Strauß, Zeichnung um 1850

Auch auf der Rückreise von Worms kehrte Luther für eine Nacht im Strauß ein. Sein Besuch wurde erneut zum öffentlichen Ereignis. Am anderen Morgen schrieb Luther einen Brief an Lucas Cranach, in dem er seine Klausur auf der Wartburg andeutete: „Ich lasse mich eintun und verbergen, weiß selbst noch nicht, wo...Es muß eine kleine Zeit geschwiegen und gelitten sein: Ein wenig sehet ihr mich nicht, und aber ein wenig, so sehet ihr mich, spricht Christus.“ Um 10 Uhr reiste er nach Friedberg ab.
Im Jahr 1530 ließ sich der Buchdrucker Christian Egenolff aus Hadamar in Frankfurt nieder und eröffnete sein Geschäft auf dem Großen Kornmarkt in der Nähe der Buchgasse. Aus seiner Druckerei ging 1535 die erste in Frankfurt gedruckte deutsche Bibel hervor, auch den Faberschen Belagerungsplan von 1552 hat er gedruckt.
Die Buchhändler und Verleger in der Buchgasse besaßen 20 Kellergewölbe, in denen Bücher, Stiche und Messekataloge verkauft wurden. Zu den Verkäuferinnen gehörten Dürers Frau Agnes und Maria Sibylla Merian. Im Jahre 1682 überschwemmte ein Mainhochwasser die Gewölbe der Buchhändler und richtete großen Schaden an den dort gelagerten Waren an.
Der englische Weltreisende Thomas Coryat besuchte 1608 die Frankfurter Messe. Er schrieb:

„In der Buchgasse sah ich eine so unendliche Menge Bücher, daß ich sie höchstlich bewunderte. Diese Straße übertrifft alles, was ich jemals sonst auf meinen Reisen sah. Sie erschien mir als ein wahrer Inbegriff aller der bedeutendsten Bibliotheken Europas.“

Nach dem Dreißigjährigen Krieg verschob sich das geistige Zentrum Deutschlands aus den Reichsstädten am Rhein in die absolutistischen Staaten im Norden und Osten, der Buchhandel wanderte nach und nach dorthin ab, vor allem nach Leipzig. Die dortige Buchmesse übernahm Frankfurts führende Rolle, bis die Frankfurter Buchmesse nach 1750 ganz erlosch.

## Der Kornmarkt im klassizistischen Frankfurt

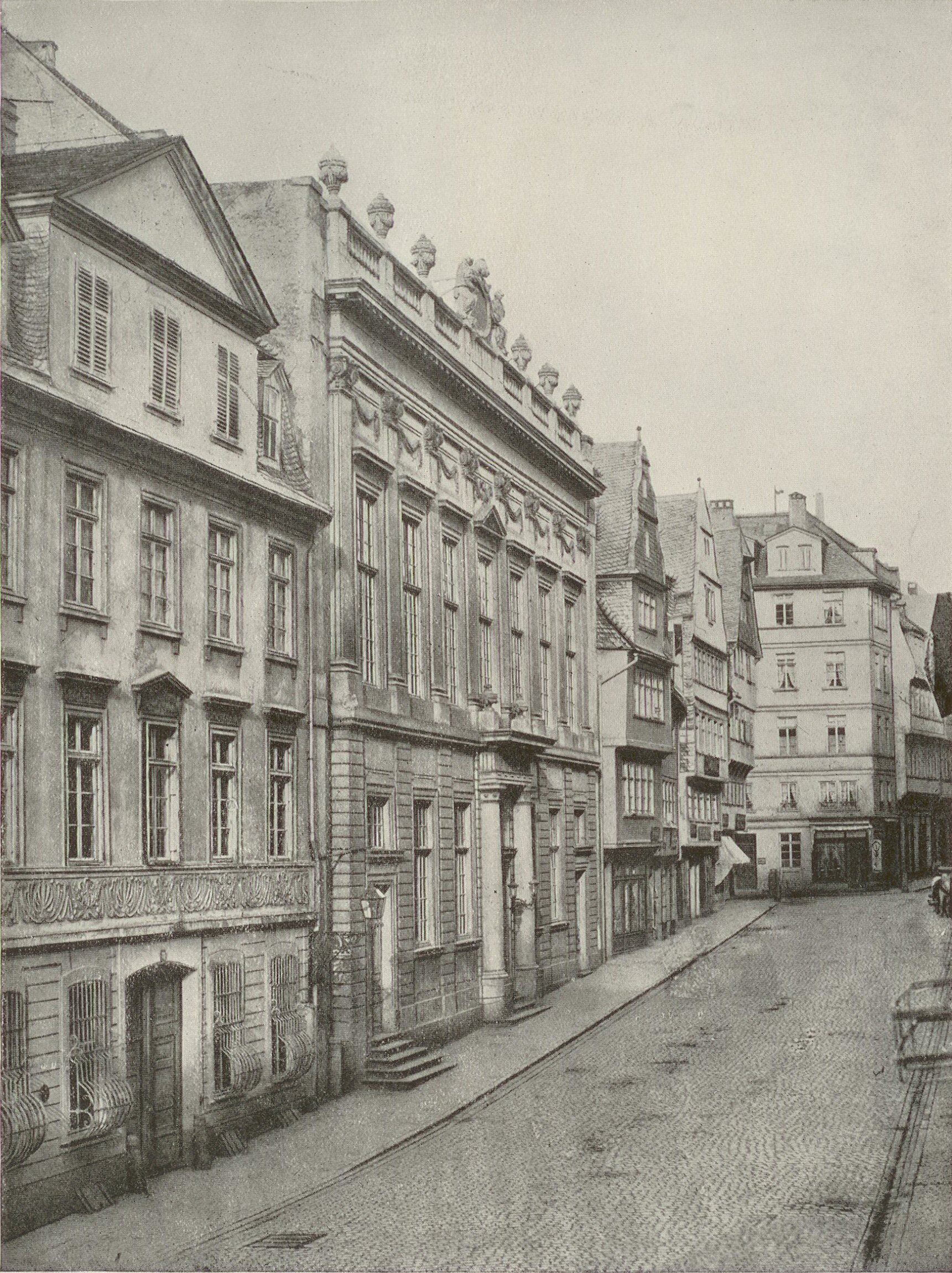
Deutsch-reformierte Kirche am Kornmarkt (1793–1944)

Auch nach dem Ende des internationalen Buchhandels und der Verlagerung des Stadtzentrums aus der Alt- in die Neustadt blieb die Straße ein Wohngebiet der Oberschicht. Das im 18. Jahrhundert errichtete Haus Zum Großen Korb galt als eines der schönsten Bauten der Straße. Die Große Stalburg wurde 1788 an die Deutsch-reformierte Gemeinde verkauft, die sie im folgenden Jahr abreißen und das Grundstück durch Georg Friedrich Mack und Salins de Montfort mit ihrer neuen Gemeindekirche bebauen ließ.
Das Nachbarhaus Liebeneck (Großer Kornmarkt 15) bewohnte die Bankiersfamilie Schönemann, deren Tochter Lili 1775 mit dem wenige Gassen weiter aufgewachsenen Johann Wolfgang Goethe ein kurzlebiges Verlöbnis einging. In der vom Kornmarkt abzweigenden Großen Sandgasse stand das Haus Zum Goldenen Kopf, seit 1777 Wohnsitz der Familie Brentano, Geburtshaus Bettinas und Sterbehaus ihrer Mutter Maximiliane. Im Nachbarhaus befand sich die Naumann’sche Druckerei, die die Briefmarken der thurn- und taxischen Post herstellte.
Im 19. Jahrhundert errichtete die Bankiersfamilie Bethmann, neben den ebenfalls aus Frankfurt stammenden Rothschilds eine der wichtigsten Bankiersdynastien ihrer Zeit, an der Ecke Schöppengasse/Buchgasse das repräsentative Hauptgebäude ihres Bankhauses.
Zwischen dem 6. November 1848 und dem 9. Januar 1849 nahm die Frankfurter Nationalversammlung ihren Sitz in der deutsch-reformierten Kirche, da ihr eigentliches Quartier, die Paulskirche, wegen Umbauarbeiten nicht genutzt werden konnte. Der Kornmarkt wurde so zum Schauplatz von 40 Sitzungen des ersten frei gewählten deutschen Parlaments.
In der freistädtischen Zeit war das gegenüber der reformierten Kirche gelegene Gebäude Großer Kornmarkt 12 Sitz des Appellationsgerichts des Stadtstaats.

## Gründerzeitliche Umgestaltung

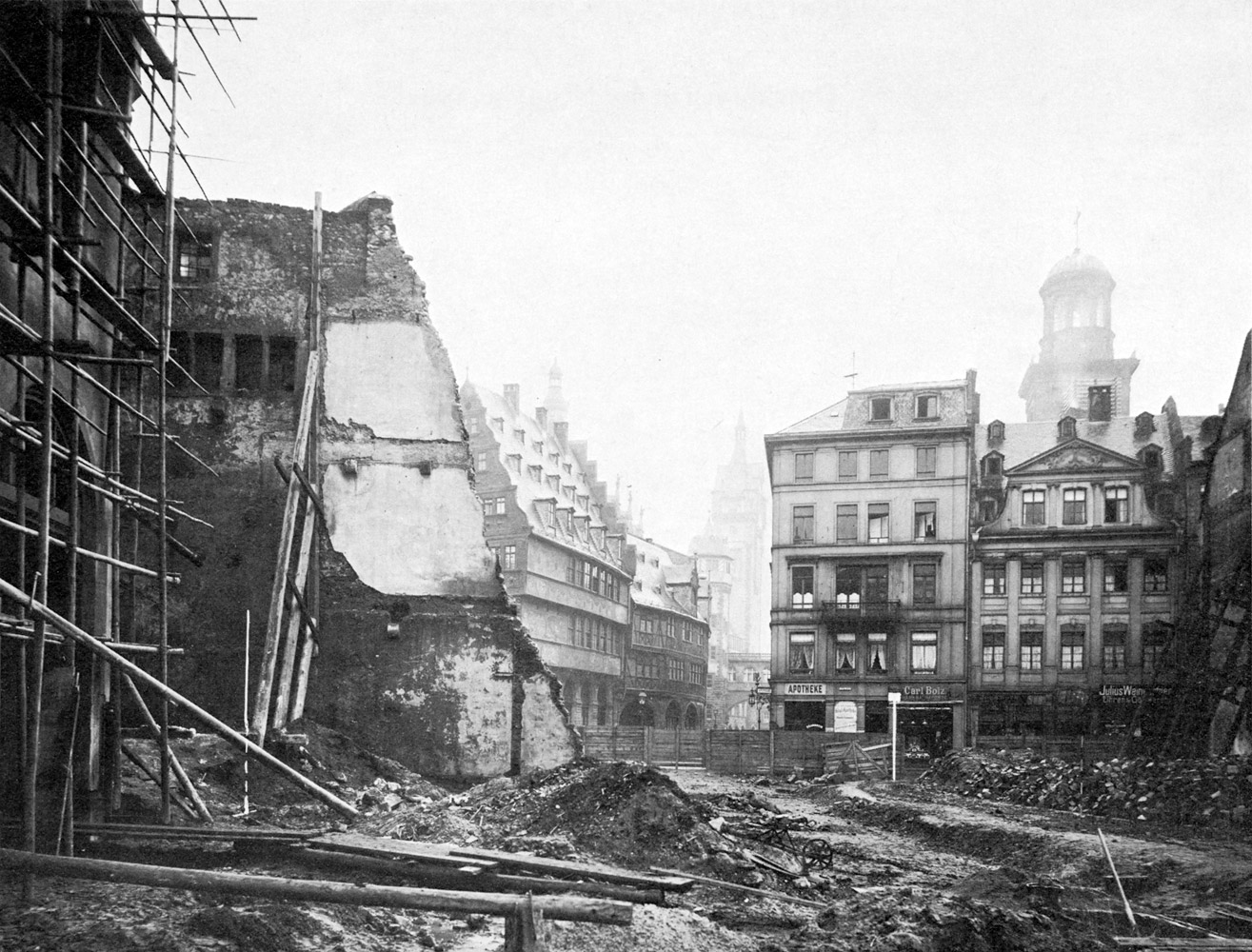
Bau des Straßendurchbruchs Bethmann-/Braubachstraße, 1904

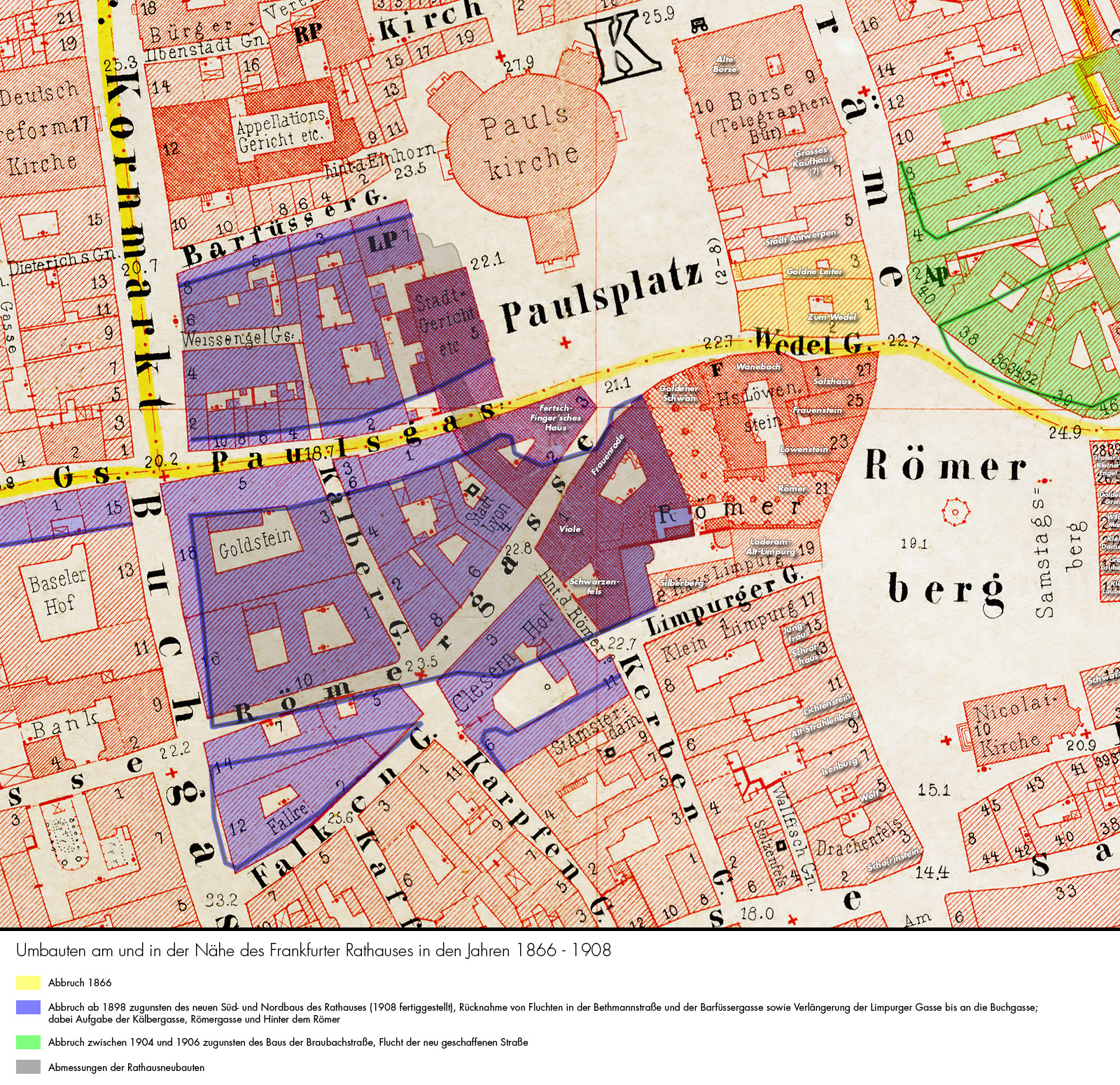
Umgestaltung des Bereichs Kornmarkt/Paulsplatz durch die Rathausneubauten ab 1898.

Gegen Mitte des 19. Jahrhunderts nahm die Stadtentwicklung Frankfurts erheblich zu. Trotz der erst spät ermöglichten Industrialisierung stiegen die Einwohnerzahlen stark an, die bebaute Stadtfläche wuchs über die jahrhundertelang eingehaltene Grenze der Wallanlagen hinaus und bedeckte in kurzer Zeit das bisher von Ausfallstraßen, Gärten und Landhäusern geprägte Weichbild der alten Stadt. Große Infrastrukturprojekte wurden erforderlich, um die schnell wachsende Stadt an die neue Zeit anzupassen. An der Altstadt lief diese Entwicklung jedoch weitgehend vorbei. Das enge, für den neuzeitlichen Verkehr unzugängliche Gassengewirr war von der stadtstrukturellen Entwicklung weitgehend abgehängt und führte zunehmend ein Eigenleben. Der Fortzug wohlhabender Bürger in zeitgemäßere Stadtteile ließ Befürchtungen aufkommen, dass die Altstadt zu einem Elendsviertel herabsinken könnte.
Um dieser Gefahr zu begegnen, leitete der Magistrat unter Oberbürgermeister Franz Adickes Mitte der 1890er Jahre ein weiteres Großprojekt in die Wege, durch das die Altstadt Anschluss an die rasante Entwicklung der gründerzeitlichen Stadt finden sollte. Mit einem Straßendurchbruch sollte eine breite Straße von Osten nach Westen durch die ganze Altstadt getrieben werden. Durch repräsentative Architektur sollte die weitere Sanierung der Altstadt angeregt werden, außerdem sollte die Altstadt im Zuge der neuen Verkehrsschneise endlich Anschluss an die bereits seit 1872 verkehrende Straßenbahn erhalten.
Der Bau der neuen Straße wurde im Westen begonnen. Ihr fielen hunderte Altstadthäuser zum Opfer, darunter so bekannte und für die Stadtgeschichte bedeutende wie der Nürnberger Hof oder der Hof Rebstock am Markt. In der Buchgasse fielen das Haus Zum Goldstein und der Baseler Hof. Querstraßen wie die Schöppen-, Pauls-, Römer- oder Kälbergasse verschwanden sogar ganz aus dem Frankfurter Stadtplan. Die neue Straße, die den Namen Bethmannstraße erhielt, wurde ungefähr im Verlauf der bisherigen Schöppen- und Paulsgasse trassiert. Beiderseits der Bethmannstraße entstanden 1900–1908 auf der Ostseite von Kornmarkt und Buchgasse nach Plänen der Architekten Franz von Hoven und Ludwig Neher die massiven Bauten des Neuen Rathauses, gekrönt von den beiden Rathaustürmen Langer Franz und Kleiner Kohn an der Buchgasse.
Die Straßenbahn in der Bethmannstraße nahm am 1. Mai 1899 den Betrieb auf und erhielt eine Haltestelle an der Ecke zum Kornmarkt.

## Vernichtung und Wiederaufbau
Die westliche Frankfurter Altstadt und mit ihr Kornmarkt und Buchgasse wurden in mehreren Luftangriffen, vor allem während des Vernichtungsangriffs am Abend des 22. März 1944, fast vollständig vernichtet. Am Kornmarkt wurden 80 Menschen in Kellern verschüttet. Die Rettungskräfte gruben einen Stollen in Richtung der Eingeschlossenen. Bevor die Rettung erfolgreich abgeschlossen werden konnte, kam es am übernächsten Tag (24. März) zum nächsten Großangriff. Verbliebene Anwohner nutzten den Rettungsstollen als Schutzraum, als dieser einen Volltreffer durch eine Luftmine erhielt. Insgesamt 129 Menschen, darunter die 80 zwei Tage vorher Verschütteten, starben.
Die gesamte Bebauung des Kornmarkts fiel den Spreng- und Brandbomben und dem folgenden Feuersturm zum Opfer. Erhalten blieben, mit Ausnahme der Dachkonstruktionen, die beiden Blöcke des Neuen Rathauses sowie stark beschädigte Außenmauern der Bethmann-Bank.

## Kornmarkt und Buchgasse heute
Blick auf Kornmarkt und Buchgasse. Norden (Hauptwache) ist links, Süden (Main) ist rechts.

### Überblick
Der Kornmarkt wurde im radikal modernen Zeitgeschmack der frühen 1950er Jahre wiederaufgebaut. Sowohl die kleinteilige Parzellierung als auch die einheitlichen Straßenfluchten wurden dabei völlig aufgegeben. Durch die beziehungslos nebeneinandergestellten Großbauten ging der Eindruck eines Straßenzugs verloren, der Kornmarkt wirkt heute wie eine Aneinanderreihung städtischer Restflächen. Die Straße hat ihre Bedeutung sowohl in verkehrlicher als auch in funktionaler Hinsicht verloren, sie gehört heute zu den nur wenig bekannten Nebenstraßen der Zeil.
Auch der Bau der kreuzenden, sechsspurigen Verkehrsschneise Berliner Straße führte zum völligen Verlust des historischen Straßenbilds, nicht nur durch die zerstörte aufgehende Bausubstanz, sondern auch durch die nicht mehr wiedererkennbare städtebauliche Struktur.
Die Berliner Straße teilt den heutigen Kornmarkt in zwei Bereiche, die nicht mehr als zusammengehörender Straßenzug wahrgenommen werden. Der nördliche Teil gehört als Standort stadtbekannter Einzelhandelsgeschäfte zur Einkaufscity um die Hauptwache, der wesentlich ruhigere südliche, von Verwaltungs- und Wohnbauten geprägte Abschnitt ist Teil der Altstadt.

### Nördlich der Berliner Straße
Den nördlichen Abschluss der Straße bildet seit 1956 das Warenhaus Kaufhalle (Entwurf: Richard Heil), das die gesamte Westseite der Katharinenpforte von der Hauptwache bis zum Kleinen Hirschgraben einnimmt. In diesem Gebäude befand sich bis Ende 2020 eine Filiale von Saks Fifth Avenue.
Den anschließenden Abschnitt dominiert das Parkhaus Hauptwache (Kornmarkt 10), das auf einer Länge von rund 75 Metern die komplette Ostseite der Straße zwischen der Bleidenstraße und dem Verbindungsgässchen zur Sandgasse einnimmt. Der Straßenraum des Kornmarkts wurde hier völlig zu einem unregelmäßig-viereckigen Vorplatz des Parkhauses umfunktioniert. Diagonal über den Platz verläuft die Fahrbahn des Kornmarkts, nach Osten zweigen die Ein- und Ausfahrt des Parkhauses ab. Die nicht dem Autoverkehr dienenden Flächen sind nicht sinnvoll nutzbare Restflächen.
Das am 18. September 1956 eröffnete viergeschossige Parkhaus Hauptwache war das erste Parkhaus Frankfurts und eines der ersten seiner Art in Europa. Es wurde als Stahlbetonskelett errichtet und teils verglast, teils mit Klinkerplatten verkleidet. Es bot nach der Eröffnung Stellplätze für 430 Fahrzeuge. Die Architekten waren Max Meid und Helmut Romeick, Bauherrin die stadteigene Frankfurter Aufbau-Aktiengesellschaft. Die Eröffnung vollzog Oberbürgermeister Walter Kolb, der zwei Tage später verstarb. Das Parkhaus wurde 1986 unter Denkmalschutz gestellt und kurz darauf saniert.

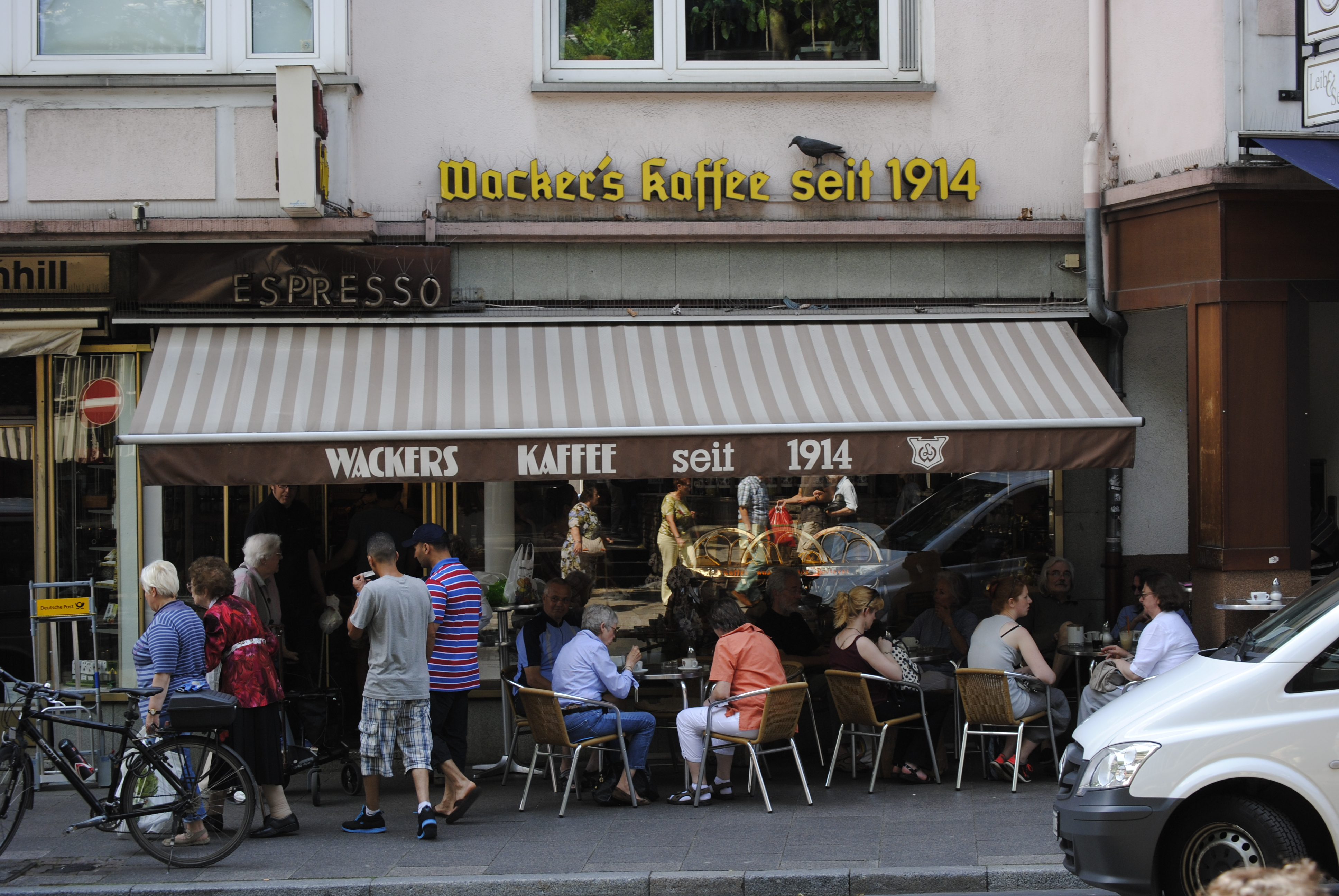
Wackers Kaffee am Kornmarkt

Im Erdgeschoss des Parkhauses befinden sich Restaurants und Ladengeschäfte.
Auf der gegenüberliegenden Straßenseite entstand zwischen Kleinem Hirschgraben und Weißadlergasse ein dreigliedriger Baukörper, dessen Flucht nicht parallel zu der des Parkhauses liegt, sondern zu diesem eine trapezförmige Fläche aufspannt. Hier (Kornmarkt 9) befindet sich das 1914 gegründete Kaffeegeschäft Wackers Kaffee mit eigener Rösterei und Kaffeehaus, eine stadtbekannte Institution.
Zwischen Weißadlergasse und Berliner Straße liegen auf beiden Straßenseiten je zwei Hausnummern; im durch Arkaden vom hier vierspurig geführten Straßenverkehr des verkehrlich eigentlich unbedeutenden Kornmarkts abgesetzten Eckhaus zur Berliner Straße (Kornmarkt 3) befindet sich die Buchhandlung an der Paulskirche Erich Richter.

### Südlich der Berliner Straße
Auch der erste Straßenabschnitt südlich der breiten Zäsur der Berliner Straße heißt noch Kornmarkt, der Name wechselt erst eine Kreuzung weiter südlich an der erheblich schmaleren Bethmannstraße in Buchgasse. In diesem Abschnitt stehen heute nur noch zwei Gebäude: auf der Ostseite der Nordbau des Frankfurter Rathauses (1900–08), der bis zum Paulsplatz reicht, auf der Westseite das achtgeschossige Hochhaus des Bundesrechnungshofs in Frankfurt am Main (Architekten Werner Dierschke und Friedel Steinmeyer, 1951–53). Der denkmalgeschützte Gebäudeteil wurde 2015 bis 2018 im Rahmen des Projektes Kornmarkt Arkaden umfassend saniert und dient heute als Bürogebäude.
Die Kreuzung zur Bethmannstraße ist von geringer verkehrlicher Bedeutung, gleichwohl ist sie fast gänzlich dem Autoverkehr gewidmet, dessen Hauptstrom hier von Westen nach Norden geleitet wird, der übrige Raum wird von Sperrflächen und Verkehrsinseln eingenommen. Die Straßenbahnen der Linien 11 und 12 kreuzen hier, jedoch ohne zu halten.
Jenseits der Kreuzung beginnt die Buchgasse. Auf der westlichen Straßenseite steht das erhaltene Hauptgebäude der Bethmann-Bank, auf der östlichen das Neue Rathaus mit den nach Kriegsbeschädigung unvollständig wiederaufgebauten Rathaustürmen Langer Franz und Kleiner Cohn.
Südlich der Kreuzung mit der Münzgasse (Westen) und Limpurgergasse (Osten) stehen Zeilenwohnbauten der 1950er Jahre, die keinerlei Rücksicht auf ihren Standort inmitten eines historischen europäischen Stadtzentrums nehmen und nach Art suburbaner Nachkriegssiedlungen sogar Vorgärten besitzen.
An die ehemalige internationale Bedeutung der Buchgasse erinnert vor Ort seit dem Wiederaufbau nichts mehr. Auf städtebaulich äußerst unspektakuläre Weise mündet die Buchgasse in den Leonhardskirchhof, den Vorplatz der Leonhardskirche. Das Eckhaus zur Alten Mainzer Gasse (Buchgasse 2), das ehemalige Pfarrhaus, war von 1968 bis 2007 eine Niederlassung der Sionsschwestern. Das Altenheim Haus Leonhard wurde 2005 abgerissen und durch das Lebenshaus St. Leonhard ersetzt, das seit 2011 durch den Caritasverband betrieben wird.
2007 wurde in der Stadtverordnetenversammlung beantragt, mit einer Art „Walk of Fame“ von der Paulskirche bis in die Buchgasse an die Preisträger des Friedenspreises des Deutschen Buchhandels zu erinnern. Die Buchgasse liegt außerdem auf der Zugstrecke der Parade der Kulturen und dient als Heimatstätte des Buchgassenfestes, das von der Literaturgesellschaft Hessen im Hof und Bistro des Lebenshauses St. Leonhard veranstaltet wird.